# Roel Paulissen
Roel Paulissen (Hasselt, 27 april 1976) is een Belgisch voormalig mountainbiker. 

## Levensloop
Zijn kinder- en jeugdjaren bracht hij door in Zonhoven. Paulissen was 15 jaar toen hij startte met het rijden van wedstrijden in de Ardennen. Op 18-jarige leeftijd sloot hij zich aan bij de Belgische mountainbikebond. In de zomer van 1994 werd hij eerder verrassend Belgisch kampioen bij de junioren. In 1995 stapte hij over naar de Beloften. In 1996 kon hij gaan rijden in de Nederlandse ploeg American Eagle, waar hij goede leermeesters vond in de persoon van Bart Brentjens en Henrik Djernis. Hij wist zich te plaatsen voor de Olympische Spelen van Atlanta, waar hij als zeventiende eindigde in de olympische mountainbikerace. Dat jaar werd hij tevens Belgisch kampioen bij de beloften. In 1998 werd hij derde op het Wereldkampioenschap mountainbike voor beloften in het Canadese Mont-Sainte-Anne.
Vanaf 1999 werd hij eliterenner. In 2000 wist hij zich te plaatsen voor de Olympische Spelen van Sydney, waar hij teleurstelde met een negentiende plaats. ,In 2001 werd hij profrenner in de schaduw van Filip Meirhaeghe. Hij stapte over naar de ploeg Rainer-Wurz in Zuid-Tirol (Italië) en ging vanaf dat moment ook ter plaatse in Antholz wonen. Vanaf 2003 drong hij door tot de wereldtop met een Wereldbekerzege en een derde plaats op het wereldkampioenschap in het Zwitserse Lugano. In 2004 werd hij zowel op de Olympische Spelen van Athene als op het wereldkampioenschap vierde. Op het einde van het jaar won hij de finalewedstrijd van de wereldbeker. Dat jaar reed hij voor de ploeg Jong Vlaanderen 2016, die in 2005 omgevormd werd tot Bodysol-Win for Life-Jong Vlaanderen. In 2005 behaalde hij tweemaal een tweede plaats in een wereldbekerwedstrijd. Net voor de finale van de Wereldbeker brak hij een rib bij een val waardoor hij niet kon deelnemen.
In 2006 behaalde Paulissen brons op het Wereldkampioenschap mountainbikemarathon en gaat hij rijden voor de ploeg Cannondale-Vredestein. In 2007 behaalde hij op het WK marathon te Verviers de zilveren medaille achter de Zwitser Christoph Sauser. In 2008 werd Paulissen wereldkampioen marathon na een controversiële overwinning op Sauser. Vlak voor de finish kwamen Sauser en Paulissen in de sprint gezamenlijk ten val. Sauser slaagde erin om als eerste over de finish te komen, maar Paulissen werd door de jury als winnaar aangewezen. De wedstrijdjury besliste dat Sauser onreglementair sprintte en daardoor Paulissen ten val bracht. Datzelfde jaar won Roel Paulissen met de Deen Jakob Fuglsang ook de loodzware meerdaagse mountainbikewedstrijd Cape Epic in Zuid-Afrika en zorgde hij voor de eerste maal in de geschiedenis van de wedstrijd voor een dubbelslag op de Roc d'Azur van 2008 door zowel de Roc Marathonwedstrijd als de Roc d'Azurwedstrijd op zijn naam te schrijven.
In 2008 wist Paulissen zich eveneens te plaatsen voor de Olympische Spelen. Na een snelle start viel hij echter terug en eindigde op een teleurstellende negentiende plaats. In 2009 werd Paulissen voor de tweede maal op rij wereldkampioen in mountainbikemarathon geworden en zorgde hij opnieuw voor een dubbelslag op de Roc d'Azur en de Roc Maratonwedstrijden. Vanaf 2010 rijdt Paulissen opnieuw voor Jong Vlaanderen-Bauknecht, de ploeg waarvoor hij tussen 2004-2006 eveneens reed. In 2010 stopte hij nadat hij betrapt werd op doping met clomifeen. Hij kreeg van de KBWB 24 maanden schorsing en een boete van 7500 euro. Eind 2012 liep de schorsing van Paulissen af, hij besliste dat hij vanaf 2013 terug in competitie trad voor het bescheiden Italiaanse Torpado team.
Paulissen werd zevenmaal Belgisch kampioen bij de eliterenners (1999, 2001, 2002, 2003, 2004, 2008 en 2009). In 2000 werd hij tweede, in 2006 werd hij derde en in 2005 moest hij afzeggen wegens een zware bronchitis. Ook in 2007 zegde hij af voor het Belgisch kampioenschap om zich goed te kunnen voorbereiden op het WK marathon van dat jaar. Paulissen werd dat jaar wel Belgisch kampioen marathon.

### Grote Prijs Roel Paulissen
Van  2002 tot 2009 werd er jaarlijks op en rond de terril van de vroegere steenkoolmijn van Winterslag (Genk) een internationale mountainbikewedstrijd gehouden die naar Paulissen vernoemd was. In 2003, 2004 en 2005 won Bart Brentjens de wedstrijd, in 2008 won Davy Coenen en in 2009 won Moritz Milatz. Roel Paulissen won zijn eigen Grote Prijs in 2002, 2006 en 2007 en arriveerde in 2004 en 2009 als tweede, in 2005 als derde en in 2008 als vierde. Nadat Paulissen in 2010 gestopt was nadat hij op het gebruik van doping was betrapt drong een naamsverandering zich op en werd de GP MTB Stad Genk boven de doopvont gehouden. Door organisatorische problemen verhuisde de wedstrijd naar Beringen en werd de naam nogmaals veranderd in GP MTB Beringen.

## Overwinningen

### Marathon
2005
- Eindklassement Cape Epic

2006
- Belgisch kampioen
- Roc Maraton

2007
- Eindklassement Afxentia stage
- 2e, 3e, 4e en 6e etappe Cape Epic
- Belgisch kampioen

2008
- 1e etappe Afxentia stage
- Eindklassement Afxentia stage
- 3e, 4e, 5e, 6e, 7e en 8e etappe Cape Epic
- Eindklassement Cape Epic
- Wereldkampioenschap
- Roc Maraton

2009
- Gunn-Rita Marathon Montebelluna
- Wereldkampioenschap
- Roc Maraton

2013
- Val Di Non Bike Cavareno
- Prosecchissima MTB Race Miane

2014
- 5e etappe Cape Epic
- Tiliment Marathon Bike Tagliamento
- Piazza a Piazza Prato

2015
- Val Di Non Bike Cavareno
- Ortler Bike Marathon Glurns
- 2e etappe Alpentour Trophy
- IronBike
- La Vecia Ferovia

2016
- Gavarres Extreme
- Val Di Non Bike Cavareno

### Crosscountry
| Seizoen | Wereldbeker         | OS  | WK  | EK  | BK     | Overige                             | Totaal aantal zeges |
| ------- | ------------------- | --- | --- | --- | ------ | ----------------------------------- | ------------------- |
| 1996    |                     | 17e |     |     |        |                                     | 0                   |
| 1997    |                     | NVT |     |     |        |                                     | 0                   |
| 1998    |                     | NVT |     |     | Brons  |                                     | 0                   |
| 1999    |                     | NVT | 4e  |     | Goud   |                                     | 1                   |
| 2000    |                     | 19e | 50e | ↑   | Goud   |                                     | 1                   |
| 2001    |                     | NVT | 17e | 17e | Zilver |                                     | 0                   |
| 2002    |                     | NVT | 6e  | ↑   | Goud   | Beringen, Europe Cup                | 3                   |
| 2003    | Grouse Mountain     | NVT | ↑   | 6e  | Goud   |                                     | 2                   |
| 2004    | Houffalize, Livigno | 4e  | 4e  | DNS | Zilver |                                     | 2                   |
| 2005    |                     | NVT | 18e | 9e  |        | Voroklini                           | 1                   |
| 2006    |                     | NVT | 12e | 6e  | Brons  | Afxentia, Beringen                  | 2                   |
| 2007    |                     | NVT | 8e  | 9e  |        | Afxentia, Beringen, Heubach, Nalles | 4                   |
| 2008    |                     | 19e | 7e  | DNF | Goud   | Roc d'Azur, Afxentia, Voroklini     | 4                   |
| 2009    |                     | NVT | 16e | 31e | Goud   | Roc d'Azur, Deer Valley             | 3                   |
| 2010    |                     | NVT | DNS | DNS | DNS    | Verviers, Deer Valley               | 2                   |
|         |                     |     |     |     |        |                                     |                     |
| Totaal  | 3                   | 0   | 0   | 0   | 6      | 17                                  | 26                  |

Aerts · Baguet · Blijlevens · Braikia · Brandt · D'Hollander · De Clercq · De Waele · Eeckhout · Gardeyn · Marichal · Michajlov · Paulissen · Tchmil · Van de Wouwer · Van Dyck · van Gulik · Van Hyfte · Van Lancker · Van Speybroeck · I. Verbrugghe · R. Verbrugghe · Vermaut · Amorison (stagiair) · Van Huffel (stagiair) · Van Impe (stagiair)
De Ketele · De Neef · De Wilde · Hovelijnck · Huysmans · Jacobs · Keisse · Meirhaeghe · Paulissen · Ranson · Renders · Roelandts · Schets · Steurs · Uytterhoeven · Van De Gehuchte · Van den Abeele · Van Der Hasselt · Van Rooy · Verspeeten · Wijnands · Wynants
Cornu · De Greef · De Ketele · De Neef · De Poortere · De Wilde · De Zutter · Ingels · Lievens · Neyens · Paulissen · Roelandts · Schets · Van der Slagmolen · Van Hoovels · Van Rij · Van Rooy · Vanendert · Vanheule
Baugnies · Cordeel · Cornu · Crabbé · De Greef · De Ketele · De Neef · De Poortere · De Zutter · Lievens · Neyens · Paulissen · Poleunis · Roelandts · Schets · Van Avermaet · Van den Houte · Van Rij · Van Rooy · Vanendert · Vens
Baugnies · Claeys · Crabbé · Croket · De Greef · De Ketele · De Neef · De Poortere · De Zutter · Goddaert · Joseph · Leys · Mertens · Neyens · Paulissen · Poleunis · Roelandts · Schets · Sys · Van den Houte · Vanderaerden · Vandousselaere · Vens · Wynants
Broeders · Calleeuw · De Decker · De Neef · Dupont · Durant · Ligneel · Pannekoek · Paulissen · Pieters · Schepmans · Schets · Serry · Terweduwe · Van Immerseel · Vandousselaere · Vandyck · Verraes · Verwaest · Declercq (stagiair) · Stallaert (stagiair)